# Logan (Nowy Meksyk)
Logan – wieś w Stanach Zjednoczonych, w stanie Nowy Meksyk, w hrabstwie Quay.